# Polygonatum sewerzowii
Polygonatum sewerzowii är en sparrisväxtart som beskrevs av Eduard August von Regel. Polygonatum sewerzowii ingår i släktet ramsar, och familjen sparrisväxter. Inga underarter finns listade i Catalogue of Life.